# Георгій Хвічія
Гео́ргій (Гіо́ргі) Хвічія (груз. გიორგი ხვიჩია; 7 квітня 1970 — 30 червня 2016) — грузинський і український військовик, полковник армії Грузії, доброволець УНА-УНСО, Добровольчого українського корпусу та батальйону «Карпатська Січ». Учасник воєн за незалежність Грузії та України.

## Життєпис
Народився в Тбілісі. Брав участь у війнах у Південній Осетії та Абхазії на початку 1990-х у складі воєнізованої організації «Мхедріоні». Під час битви за Сухумі у вересні 1993 був поранений у ногу та обличчя, внаслідок чого втратив око.
Дослужився до звання полковника в грузинській армії. Обороняв Грузію від російської агресії у 2008 році. Очолював диверсійні групи, що діяли на окупованих Росією територіях Грузії.
У 2014 році приїхав в Україну, щоб допомогти боротися проти російських окупантів. Свою мотивацію пояснював так: «Українці допомагали нам, коли війна прийшла в наш дім, тож моїм обов'язком є допомогти вам тепер». Приєднався до УНА-УНСО, із членів якої був сформований 131-й окремий розвідувальний батальйон. Пізніше воював у складі Добровольчого українського корпусу та батальйону «Карпатська Січ». Мав псевдо «Єгер».
Брав участь у боях за Донецький аеропорт, де дістав поранення в ногу. Тривалий час лікувався, переніс сім важких операцій. Також страждав від цукрового діабету. Після лікування повернувся на фронт, де перебував до самої смерті. Помер 30 червня 2016 року. Похований у Тбілісі на Пантеоні у Сабуртало.
|                                                               | Він був сильним воїном, що бився до кінця. Це важлива річ на війні. Коли він був поруч, ти знав, що він тебе не покине. |
| — Грузинський доброволець Самсон Брегвадзе про Георгія Хвічію | |

Незадовго до смерті, у 2016 році повінчався з українкою Ларисою. Планував створити Молодіжний вишкільний центр «Карпатської Січі».

## Нагороди
- Орден Вахтанга Горгасалі (Грузія);
- За даними грузинських ЗМІ, також був нагороджений низкою українських орденів[1].